# Grzegorz Walendzik
Grzegorz Marcin Walendzik (ur. 21 stycznia 1955 w Starachowicach) – polski polityk, urzędnik państwowy, samorządowiec, w latach 1990–1994 prezydent Starachowic, poseł na Sejm III kadencji.

## Życiorys
Ukończył w 1980 studia na wydziale polimerów Moskiewskiego Instytutu Chemiczno-Technologicznego, następnie uzyskał stopień doktora nauk technicznych. W latach 80. był zatrudniony jako pracownik naukowy w Instytucie Ciężkiej Syntezy Organicznej „Blachownia” w Kędzierzynie-Koźlu, następnie wykładał na Politechnice Świętokrzyskiej.
Od 1990 do 2010 nieprzerwanie pełnił funkcję radnego rady miejskiej w Starachowicach, w latach 1990–1994 był pierwszym powojennym niekomunistycznym prezydentem tego miasta. Przyczynił się w tym okresie do powstania lokalnej specjalnej strefy ekonomicznej. Sprawował mandat posła na Sejm III kadencji z okręgu kieleckiego z ramienia AWS. W 2001 bez powodzenia ubiegał się o reelekcję. W 2003 został zatrudniony w Najwyższej Izbie Kontroli jako doradca ekonomiczny, następnie dyrektor delegatury.
Został także prezesem miejskiego Klubu Inteligencji Katolickiej i przewodniczącym Starachowickiego Stowarzyszenia Inicjatyw Lokalnych. Zasiadł w radzie stowarzyszenia Liga Krajowa. Działał w Ruchu Społecznym. Z listy Platformy Obywatelskiej bezskutecznie ubiegał się o mandat posła w 2005 i 2007.

## Odznaczenia
Otrzymał Złoty Krzyż Zasługi (2004) oraz Krzyż Wolności i Solidarności (2012)